# تحول المزاج
تحول المزاج (ملاحظة 1) هو تغيرٌ سريعٌ أو شديدٌ في الحالة النفسية (المزاج). قد تلعبُ هذه التقلبات المزاجية دورًا إيجابيًا في تعزيز حل المشكلات وفي تكوين تخطيطٍ مستقبلي مرن، ولكن عندما تكون هذه التقلبات قويةً إلى درجةٍ تجعلها مُضرة، فإنها قد تكون الجزء الرئيسي من الاضطراب الثنائي القطب.

## لمحة عامة

### السرعة والمدى
يمكن أن يحدث تحول المزاج في أي مكان وزمان، يتراوح ما بين التذبذبات بالغة الصغر وحتى الواسعة للاكتئاب الهوسي، فيمكن تتبّع سلسلة من النزاعات الطبيعية حول تقدير الذات، مرورًا بدوروية المزاج، حتى مرض الاكتئاب. على أي حال يبقى تحول المزاج عند معظم الأشخاص ضمن المجال الخفيف حتى المتوسط ما بين الصعود والهبوط الشعوري.
تختلف أيضًا مدة تحولات المزاج. يمكن أن تدوم لعدة ساعات –فائقة السرعة (بالإنجليزية: ultrarapid)- أو تمتد لعدة أيام –متجاوزة اليوماوي (بالإنجليزية: ultradian): يؤكد الأطباء المعالجون على تشخيص الاضطراب ثنائي القطب عند حدوث هوس خفيف لأربعة أيام مستمرة، أو الهوس لسبعة أيام.
في مثل هذه الحالات، يمكن أن تمتد تحولات المزاج لأيام عديدة، تصل لأسابيع: قد تتكون هذه النوب من تناوب سريع بين مشاعر الاكتئاب والابتهاج.

## الأسباب
يمكن أن تشير التغيرات في مستوى طاقة الشخص، وأنماط النوم، وتقدير الذات، والتركيز، والإدمان على الكحول أو المخدرات على اضطراب مزاج وشيك.
يمكن للعديد من الأمور المختلفة أن تحدث تحولات مزاج، انطلاقًا من الغذاء أو شكل الحياة غير الصحي حتى إدمان المخدرات أو خلل التوازن الهرموني.
تتضمن الأسباب الرئيسية الأخرى لتحولات المزاج (إلى جانب الاضطراب ثنائي القطب والاضطراب الاكتئابي) الأمراض/الاضطرابات المتداخلة مع عمل الجهاز العصبي. يعد اضطراب فرط النشاط ونقص الانتباه، والصرع، والتوحد من الأمثلة على هذه الأمراض.
فرط النشاط المترافق في بعض الأوقات مع عدم انتباه، واندفاعية، وفرط نسيان هي الأعراض الأساسية المترافقة مع إيه دي إتش دي. نتيجة لهذا، يُعرف إيه دي إتش دي بإحداثه تحولات مزاج قصيرة الأمد (على الرغم من أنها درامية في بعض الأوقات). من المعروف أن صعوبات التواصل المتعلقة بالتوحد، والتغيرات المترافقة في الكيمياء العصبية، تسبب نوبات توحد (تحولات المزاج التوحدية). يمكن أيضًا للنوبات المترافقة مع الصرع المتضمنة تغيرات في إطلاق كهربائية الدماغ أن تتسبب بتحولات مزاج هامة ودرامية. يصعب تحديد العلاجات إذا لم يكن تحول المزاج متعلقًا باضطراب المزاج. على أي حال، تعد معظم تحولات المزاج الشائعة نتيجة للتعامل مع الضغط و/أو الحالات غير المتوقعة في الحياة اليومية.
يمكن أيضًا لأمراض الجهاز العصبي المركزي التنكسية أن تسبب تحولات مزاج، مثل مرض باركنسون، ومرض آلزهايمر، والتصلب المتعدد، وداء هنتنغتون. يمكن أن يؤثر أيضًا الداء البطني على الجهاز العصبي ويمكن أن تظهر تحولات مزاج.
يمكن لعدم تناول الأكل في الوقت المحدد أن يساهم بحدوثه، أو يمكن لتناول كميات كبيرة من السكر أن يتسبب بتقلبات في سكر الدم، قد تسبب تحولات مزاج.

### كيمياء الدماغ
يمكن أن تكون تحولات المزاج أو اضطراب المزاج نتيجة مستويات شاذة في واحدة أو أكثر من نواقل عصبية محددة في الدماغ. يعد السيروتونين واحدًا من النواقل العصبية المتعلقة بالنوم، والمزاج، والحالات الشعورية. يمكن أن يتسبب أي اختلال خفيف في هذا الناقل بحدوث اكتئاب. يعد النوإيبنفرين ناقلًا عصبيًا متعلقًا بالتعلم، والذاكرة، والإثارة الجسدية. كما السيروتونين، يمكن أيضًا لاختلال النورإيبنفرين أن يسبب اكتئابًا.

## قائمة بالحالات المعروفة بإحداثها تحولًا في المزاج
- سوء استعمال الستيرويد الابتنائي
- اضطراب نقص الانتباه مع فرط النشاط
- التوحد أو الاضطرابات النمائية الشاملة الأخرى
- اضطراب ثنائي القطب أو دوروية المزاج
- اضطراب الشخصية الحدي
- خرف ويتضمن مرض آلزهايمر، ومرض باركنسون، وداء هنتنغتون
- صرع
- قصور الدرقية أو فرط الدرقية
- الاضطراب الانفجاري المتقطع
- اضطراب اكتئابي
- اضطراب الكرب التالي للصدمة النفسية
- حمل
- متلازمة سابقة للحيض
- اضطراب فصامي عاطفي
- فصام
- اضطراب عاطفة موسمي

## هوامش
- ملاحظة 1 المرادفات: تحول المزاج [19] أو تقلب المزاج [20]